# Tuesday (Burak Yeter)
Tuesday is een nummer van de Turks-Nederlandse dj Burak Yeter uit 2017, ingezongen door Danelle Sandoval. Het nummer is een remix van het gelijknamige nummer van ILoveMakonnen.
Het zomerse deephousenummer werd een grote hit in Europa. In de Nederlandse Top 40 haalde het de 9e positie, en in de Vlaamse Ultratop 50 de 24e.